# Esther Duflo
Esther Duflo (n. 25 octombrie 1972, Paris, Franța) este o economistă americană de origine franceză, membră a British Academy. A primit Premiul Nobel pentru Economie (2019), împreună cu Abhijit Banerjee și Michael Kremer, „pentru abordarea lor experimentală a atenuării sărăciei globale”.